# Condado de Bandera
O Condado de Bandera é um dos 254 condados do estado norte-americano do Texas. A sede do condado é Bandera, e sua maior cidade é Bandera.
O condado possui uma área de 2 066 km² (dos quais 15 km² estão cobertos por água), uma população de 17 645 habitantes, e uma densidade populacional de 9 hab/km² (segundo o censo nacional de 2000).
O condado foi criado em 10 de março de 1856.